# Miguel Enriquez
 (décembre 2012).
Le contenu est difficilement compréhensible vu les erreurs de traduction, qui sont peut-être dues à l'utilisation d'un logiciel de traduction automatique.
Pour les articles homonymes, voir Enriquez.
Miguel Humberto Enríquez Espinosa (né le 27 mars 1944 à Talcahuano, Chili et mort le 5 octobre 1974 à Santiago du Chili) est un médecin et homme politique chilien qui fut secrétaire général du Mouvement de la gauche révolutionnaire chilienne (en espagnol : Movimiento de la Izquierda Revolucionaria (MIR)) de 1967 jusqu'à sa mort.

## Biographie
Il est né le 27 mars 1944 à Talcahuano. 

### Coup d'état et décès
Après le coup d'État mené par Augusto Pinochet le 11 septembre 1973, Miguel Enríquez et d'autres membres du MIR déclinent l'asile politique offert par plusieurs ambassades étrangères et se positionnent également contre l'exil politique. Par la suite, ils entreprennent des activités clandestines contre la dictature d'Augusto Pinochet.
Après le coup d'État, Enríquez devient l'un des hommes les plus recherchés par les autorités. Il finit par être abattu, le 5 octobre 1974 au cours d'un affrontement avec les agents de la Direction nationale du renseignement (DINA) (en espagnol : Dirección de Inteligencia Nacional) dans la ville de San Miguel depuis laquelle il dirigeait les actions du MIR et dans laquelle vivait sa compagne Carmen Castillo. Au cours de l'affrontement, celle-ci, enceinte de 6 mois, est blessée. Elle survit mais perd son enfant.
Miguel Enríquez est enterré au cimetière général de Santiago. Après sa mort, l'institut supérieur de Sciences médicales (ISCM-H) de La Havane (Cuba), baptise son nouvel hôpital « Dr Miguel Enríquez Espinosa » en son honneur.
En 2016, quarante-deux ans après sa mort, cinq ex-agents de la DINA sont déférés devant un tribunal chilien pour répondre de cet assassinat.